# Zona auto-amministrata Kokang
La zona auto-amministrata Kokang (in lingua birmana: ကိုးကန့် ကိုယ်ပိုင်အုပ်ချုပ်ခွင့်ရ ဒေသ, trascrizione IPA: kóka̰ɴ kòbàɪɴ ʔoʊʔtɕʰoʊʔ kʰwɪ̰ɴja̰ dèθa̰) è una suddivisione amministrativa di primo livello della Birmania,  come gli Stati e le Regioni del paese. Il territorio di tale zona è situato a nord-est dello Stato Shan, ai confini con la provincia cinese dello Yunnan, ed il capoluogo è Laukkai. La zona si suddivide nelle due township di Konkyan e Laukkaing.
La creazione delle zone auto-amministrate del paese era prevista nella nuova Costituzione del 2008, ed è stata ufficializzata con un decreto del 20 agosto 2010. La zona viene auto-amministrata da membri dell'etnia kokang.